# Personal luxury car

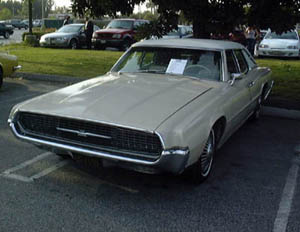
Ford Thunderbird (1967)

Personal luxury car was een in de Verenigde Staten gangbare benaming voor een bepaalde klasse van personenauto's.
Het ging hierbij om een klasse waarin auto's vertegenwoordigd zijn die erg gestileerd zijn en die voorzien zijn van luxe, waarbij het de bestuurder niet ontbreekt aan comfort en rijgenot, maar waarbij de praktische zaken zoals passagiersruimte en laadruimte omwille van de stijl van minder belang zijn. 
Dit zijn vaak sportief gestylde 2+2 auto’s waarbij de nadruk meer op het comfort en gemak ligt dan op de sportieve prestaties van de auto. Tot deze klasse behoren onder andere de volgende modellen van de Ford Motor Company, de Lincoln Mark IV en de Ford Thunderbird, en de door concurrenten geproduceerde Cadillac Eldorado en Oldsmobile Starfire.